# RGS14
Regulator G proteinske signalizacije 14 (RGS14) je protein koji kod ljudi reguliše G proteinsku signalizaciju. On je kodiran  genom.

## Funkcija
je član familije regulatora G proteinske signalizacije. Ovaj protein sadrži jedan RGS domen, dva Raf-slična Ras-vezujuća domena (RBD), i jedan GoLoco motiv. On prigušuje signalnu aktivnost G-proteina. RGS14 se vezuje svojim GoLoco domenom, za specifične tipove aktiviranih GTP-vezanih G alfa podjedinica. Delujući kao GTPaza i aktivirajući protein (GAP), on povećava brzinu GTP konverzije u GDP. Ova hidroliza omogućava G alfa podjedinicama da se vežu za G beta/gama podjedinicu heterodimera, formirajući neaktivne G-proteinske heterotrimere, čime se zaustavlja signal. Alternativne transkriptne splajsne varijante ovog gena su poznate, ali su nedovoljno karakterisane.
Povišeno izražavanje RGS14 proteina u V2 sekundarnom vizuelnom korteksu miševa promoviše konverziju kratkotrajne u dugotrajnu memoriju prepoznavanja objekata. RGS14 je prirodni supresor sinaptičke plastičnosti CA2 neurona i na hipokampusu baziranog učenja i memorije.

## Interakcije
Za RGS14 je pokazano interaguje sa:
- [4][5][6][7] i
- .[4]

## Literatura
- Snow BE; Antonio L; Suggs S;  . (1997). „Molecular cloning and expression analysis of rat Rgs12 and Rgs14.”. Biochem. Biophys. Res. Commun. 233 (3): 770—7. PMID 9168931. doi:10.1006/bbrc.1997.6537.
- Traver S; Bidot C; Spassky N;  . (2001). „RGS14 is a novel Rap effector that preferentially regulates the GTPase activity of galphao.”. Biochem. J. 350 Pt 1: 19—29. PMC 1221220 . PMID 10926822.
- Cho H; Kozasa T; Takekoshi K;  . (2000). „RGS14, a GTPase-activating protein for Gialpha, attenuates Gialpha- and G13alpha-mediated signaling pathways.”. Mol. Pharmacol. 58 (3): 569—76. PMID 10953050.
- Hollinger, S, Taylor, JB, Goldman, EH, Hepler, JR (2001). „RGS14 is a bifunctional regulator of Gi/oalpha activity that exists in multiple populations in brain.”. Journal of Neurochemistry. 79 (5): 941—49. PMID 11739605. doi:10.1046/j.1471-4159.2001.00629.x.
- Kimple RJ; De Vries L; Tronchère H;  . (2001). „RGS12 and RGS14 GoLoco motifs are G alpha(i) interaction sites with guanine nucleotide dissociation inhibitor Activity.”. J. Biol. Chem. 276 (31): 29275—81. PMID 11387333. doi:10.1074/jbc.M103208200.
- Sierra DA; Gilbert DJ; Householder D;  . (2002). „Evolution of the regulators of G-protein signaling multigene family in mouse and human.”. Genomics. 79 (2): 177—85. PMID 11829488. doi:10.1006/geno.2002.6693.
- Kimple RJ; Kimple ME; Betts L;  . (2002). „Structural determinants for GoLoco-induced inhibition of nucleotide release by Galpha subunits.”. Nature. 416 (6883): 878—81. PMID 11976690. doi:10.1038/416878a.
- Strausberg RL; Feingold EA; Grouse LH;  . (2003). „Generation and initial analysis of more than 15,000 full-length human and mouse cDNA sequences.”. Proc. Natl. Acad. Sci. U.S.A. 99 (26): 16899—903. PMC 139241 . PMID 12477932. doi:10.1073/pnas.242603899.
- Hollinger S, Ramineni S, Hepler JR (2003). „Phosphorylation of RGS14 by protein kinase A potentiates its activity toward G alpha i.”. Biochemistry. 42 (3): 811—9. PMID 12534294. doi:10.1021/bi026664y.
- Ota T; Suzuki Y; Nishikawa T;  . (2004). „Complete sequencing and characterization of 21,243 full-length human cDNAs.”. Nat. Genet. 36 (1): 40—5. PMID 14702039. doi:10.1038/ng1285.
- Gerhard DS; Wagner L; Feingold EA;  . (2004). „The status, quality, and expansion of the NIH full-length cDNA project: the Mammalian Gene Collection (MGC).”. Genome Res. 14 (10B): 2121—7. PMC 528928 . PMID 15489334. doi:10.1101/gr.2596504.
- Martin-McCaffrey L; Willard FS; Oliveira-dos-Santos AJ;  . (2004). „RGS14 is a mitotic spindle protein essential from the first division of the mammalian zygote.”. Dev. Cell. 7 (5): 763—9. PMID 15525537. doi:10.1016/j.devcel.2004.10.004.
- Martin-McCaffrey L; Willard FS; Pajak A;  . (2006). „RGS14 is a microtubule-associated protein.”. Cell Cycle. 4 (7): 953—60. PMID 15917656.
- Rual JF; Venkatesan K; Hao T;  . (2005). „Towards a proteome-scale map of the human protein-protein interaction network.”. Nature. 437 (7062): 1173—8. PMID 16189514. doi:10.1038/nature04209.
- Shu, FJ, Ramineni,S, Amyot, W, Hepler, JR (2007). „Selective interactions between Gialpha1 and Gialpha3 and the GoLoco/GPR domain of RGS14 influence its dynamic subcellular localization.”. Cellular Signalling. 19 (1): 941—49. PMID 16870394. doi:10.1016/j.cellsig.2006.06.002.
- Shu, FJ, Ramineni,S, Hepler, JR (2009). „RGS14 is multifunctional scaffold that integrates G protein and Ras/Raf MAPkinase signaling pathways.”. Cellular Signalling.: in press.